# Hilde Krüger
Hilde Krüger o Hilda Krüger (Colonia, 9 de noviembre de 1912-Lichtenfels, 8 de mayo de 1991) fue una actriz alemana que principalmente destacó tras su establecimiento en México, país en el cual hizo algunas películas como Adulterio (1945), Bartolo toca la flauta (1945) y El que murió de amor (1945). Dentro de su país natal en Alemania destaca su participación en filmes como Sie und die Drei (1935) y Stradivari (1935).
En torno a su residencia en México durante el curso de la Segunda Guerra Mundial, destaca el hecho que, Krüger siendo amante de Joseph Goebbels fue reclutada como espía por parte de la Abwehr para realizar actividades de espionaje en México.

## Biografía
Hilde (latinizado como Hilda) Matilde Krüger Grossmann o también Katherina Mathilde Krüger nació el 9 de noviembre de 1912 en Colonia, Alemania, aunque otras fuentes han citado que en realidad su nacimiento fue en Berlín, Alemania, en 1914.
Siendo pequeña, comenzó su carrera como actriz actuando en obras de teatro escolares al ser apoyada por su familia. Siendo adulta, tomó el nombre de «Hilde Krüger» cuando hizo sus primeros intentos para trabajar en el cine, obteniendo papeles pequeños e irrelevantes como extra en películas como Halb und halb (1934), Frau Eva wird mondain! (1934) y Nur nicht weich werden, Susanne! (1935). Más tarde firmaría un contrato para filmar y aparecer en su primera película importante titulada Sie und die Drei (1935), la cual sería exportada a Estados Unidos con el título adaptado al inglés She and the Three. Más tarde trabajaría para el estudio cinematográfico Ufá, en el cual el negocio del cine estaba fuertemente ligado al ministerio de propaganda nazi, esto debido a que el ministro Joseph Goebbels ejercía gran control sobre la industria y una vigilancia estrecha sobre las artistas del estudio. Krüger aprovechó su atractivo personal para seducir al ministro y este la convirtió en su amante, lo que le permitió aparecer en películas para Ufá.
En 1935 filmó la película Eine seefahrt, die ist lustig (1935), la cual también fue exportada a Estados Unidos y fue presentada con el título A Merry Sea Trip. Continuó su carrera con las películas Lärm um Weidemann (1935) y Stradivari (1935). En 1936 participó en las películas Inkognito (1936), Das Hermännchen (1936) y Rosen und Liebe (1936). En 1938 filmó la película Frau kommt in die Tropen (1938) y el siguiente año en 1939 las películas Drunter und drüber (1939) y Rheinische Brautfahrt (1939). Para el año 1939 también destaca su matrimonio con un hombre alemán y su salida de Alemania. Su casamiento le trajo problemas a su vida debido a que supuestamente el hombre con el que se casó tenía algunos antepasados judíos, por lo que decidió abandonar el país. Otra teoría dice que fue expulsada de Alemania cuando Magda Goebbels (esposa de Joseph Goebbels) descubrió la infidelidad de su marido con ella. Tras esto, optó por viajar a Londres, lugar donde residió por un tiempo previo al estallido de la Segunda Guerra Mundial. Más tarde se trasladó a Estados Unidos donde intentó incursionar en Hollywood, desembarcando en Nueva York y viviendo ahí por un corto periodo de tiempo para después tomar un tren con destino a Los Ángeles.
En enero de 1940 Krüger se registró en el hotel Beverly Wilshire en Hollywood y permaneció en la ciudad tratando de conseguir papeles protagónicos en las películas realizadas durante esa época, pero debido a su poco conocimiento del idioma inglés solamente le ofrecieron papeles secundarios. Al ver que su situación no podría mejorar como ella esperaba, opto por volverse amante de dos hombres multimillonarios establecidos en Los Ángeles siendo estos el petrolero Jean Paul Getty y un heredero de la familia Anheuser-Busch, quienes eran dueños de la cervecera Budweiser. En este punto y a pesar de tener una vida llena de lujos, su objetivo principal continuaba siendo alimentar la pasión nacionalista que tenía por ayudar y contribuir con la Alemania nazi, debido a las promesas que el régimen había hecho para que su país de origen prosperara y fuera uno de los más poderosos a nivel mundial.
Como ella lo deseaba, fue solicitada por los servicios de inteligencia del ejército alemán para colaborar con los oficiales que realizaban importantes misiones en México. Krüger entonces se trasladaría a la capital de ese país en febrero de 1941 teniendo como misiones las siguientes encomiendas; mandar a un petrolero mexicano de contrabando al puerto de Hamburgo, monitorear los movimientos militares de los Estados Unidos, realizar espionaje industrial, enviar toneladas de metales estratégicos para la guerra, entre otras acciones más que se le pidieron realizar. Ya establecida, en poco tiempo se puso en contacto con Friedrich Von Schleebrugge y Georg Nicolaus, dos agentes de la Abwehr que estaban estableciendo una red de espionaje en ese país, con ramificaciones en Estados Unidos y toda América Latina. La OSS (un servicio de inteligencia estadounidense durante la Segunda Guerra Mundial que investigaba a todos los inmigrantes alemanes) y los servicios de inteligencia británicos, tenían bajo vigilancia las actividades de los dos alemanes quienes estaban conectados con agentes identificados en Estados Unidos.
Para proteger su identidad y poder cumplir con sus objetivos, llegó al país con el supuesto fin de conseguir la residencia y así poder divorciarse del que en ese entonces era su esposo debido a que era judío. Además, comenzó a acercarse a los grupos sociales existentes y rápidamente se incorporaría a un círculo de personalidades cercanas al poder político. El mismo año en que llegó se convertiría en amante de Ramón Beteta subsecretario de hacienda y miembro del Consejo del Banco Nacional de México, esto le abriría camino para conocer a personas de mayor importancia como lo fue el entonces secretario de Gobernación Miguel Alemán quien más tarde sería presidente de México de 1946 a 1952. Alemán la vería por primera vez en una fiesta a la que Krüger asistió junto a Beteta. Ambos se convertirían en amantes y el secretario incluso le ayudaría a mudarse a un lujoso departamento ubicado en la Colonia Roma.
Continuó abriéndose paso por el país sosteniendo amoríos con diferentes personalidades, siendo uno de ellos el actor mexicano Cantinflas. A pesar de hacer todo lo posible para pasar desapercibida, fue descubierta por el contraespionaje estadounidense, país por el cual ya era seguida de cerca por el servicio de la OSS debido al romance que sostuvo con Goebbels en Alemania, por ser inmigrante alemana en México, y al tener el perfil adecuado para ser considerada sospechosa de pertenecer a la red de agentes de la Abwehr.  Concluida la Segunda Guerra Mundial, logró salir librada de los delitos que se le imputaban debido a que no había pruebas convincentes para probar que esto fuera verdad y tras esto abandono el espionaje.
Al acabar sus trabajos de espionaje, de los cuales nunca se probó que fuera culpable, continuo teniendo amoríos con varios productores de cine que iba conociendo mediante excursiones que realizaba a Teotihuacán los cuales le permitirían filmar algunas películas que incluyeron; Casa de mujeres de 1942, Adulterio, Bartolo toca la flauta, y El que murió de amor, las tres de 1945. Durante esta etapa y para que los filmes en los que participó pudieran venderse más fácilmente en México, tuvo que latinizar su nombre de origen alemán de Hilde a Hilda. En 1958 regresó a Alemania y filmó la película Eine Rheinfahrt, die ist lustig, también conocida como Zum goldenen Ochsen (1958). Tiempo después volvería a México con el fin de intentar una segunda oportunidad en la cinematografía mexicana, pero no tuvo suerte y tras esto desapareció por completo del mundo artístico.
Se divorció de Ignacio de la Torre para nuevamente volver a la vida de lujos casandose con Julio Lobo Olavarría, quien fuera dueño de una fortuna en Cuba. Aunque ambos solo duraron un año casados, Olavarría le regalaría un lujoso apartamento en el edificio Hampshire House ubicado frente a Central Park en la ciudad de Nueva York, Estados Unidos, donde viviría hasta el final de su vida.
Falleció el 8 de mayo de 1991 durante una visita en Lichtenfels, Alemania.

## Filmografía seleccionada
- Spiel mit dem Feuer (1934)
- Sie und die Drei (1935)
- Stradivari (1935)
- Peter, Paul und Nanette (1935)
- Nur nicht weich werden, Susanne! (1935)
- Der Mann, der nicht nein sagen kann (1938)
- El que murió de amor (1945)
- Adulterio (1945)